# Blanford (Indiana)
Blanford es un lugar designado por el censo ubicado en el condado de Vermillion en el estado estadounidense de Indiana. En el Censo de 2010 tenía una población de 342 habitantes y una densidad poblacional de 179,9 personas por km².

## Geografía
Blanford se encuentra ubicado en las coordenadas 39°40′1″N 87°31′13″O / 39.66694, -87.52028. Según la Oficina del Censo de los Estados Unidos, Blanford tiene una superficie total de 1.9 km², de la cual 1.9 km² corresponden a tierra firme y (0%) 0 km² es agua.

## Demografía
Según el censo de 2010, había 342 personas residiendo en Blanford. La densidad de población era de 179,9 hab./km². De los 342 habitantes, Blanford estaba compuesto por el 100% blancos, el 0% eran afroamericanos, el 0% eran amerindios, el 0% eran asiáticos, el 0% eran isleños del Pacífico, el 0% eran de otras razas y el 0% pertenecían a dos o más razas. Del total de la población el 0% eran hispanos o latinos de cualquier raza.